# هرمان سيمون (مؤرخ)
هرمان سيمون (بالألمانية: Hermann Simon)‏ هو مؤرخ ألماني، ولد في 1949 في برلين في ألمانيا.